# Lizette Risgaard
Lizette Risgaard (née le 15 juillet 1960) est une dirigeante syndicale danoise.

## Biographie
Née à Nørrebro, Risgaard grandit dans une petite maison et commence à travailler comme femme de ménage. Elle déménage à Amager, où elle suit une formation d'assistante de bureau, tout en travaillant à temps partiel dans une cantine. En 1980, elle commence à travailler pour le syndicat danois des travailleurs des services et est élue au conseil d'administration de son organisation de jeunesse. Elle gravit les échelons pour devenir présidente du syndicat, et également vice-présidente de la branche pour la région de la capitale de la Confédération danoise des syndicats (Landsorganisationen i Danmark ou LO) en 2000. Durant son temps libre libre, elle passe une maîtrise en administration publique.
En 2007, Risgaard est élue vice-présidente de la LO. Dans ce poste, elle se fait connaître pour sa campagne pour que Ryanair se conforme aux conditions de rémunération et de travail danoises pour son personnel basé dans le pays. En 2015, elle est élue présidente de LO, battant Flemming Vinther de l'Army Privates' and Caporals' Association, par 312 voix contre 87. Elle est la première femme à diriger la fédération syndicale,,.
En tant que chef de la LO, Risgaard licencie les quatre principaux membres de son équipe et désigne elle-même leurs remplaçants. Elle nour de solides relations de travail avec les dirigeants de la Confédération des professionnels du Danemark, le principal rival de LO, et en 2019, les deux syndicats fusionnent pour former la Confédération danoise des syndicats (FH), Risgaard en devient la présidente,,.
En 2023, Risgaard démissionne de son poste de président de FH à la suite d'une série de révélations concernant un comportement sexuel inapproprié de sa part.
Un documentaire, Hjerter dame, suit Risgaard en tant que leader de la LO.